# Elliott Brothers
Die Elliot Brothers waren ein auf Instrumentenbau ausgerichtetes englisches Unternehmen.

## Geschichte
Der Vater, William Elliott (* 1780 oder 1781 in der Pfarrei St Andrew, Holborn, London; † 1853) begann 1795 eine siebenjährige Lehre beim Kompass- und Instrumentenbauer William Backwell und gründete um 1800 ein eigenes Geschäft W. Elliott. Er beschrieb sich selbst als mathematischen, optischen und philosophischen Instrumentenbauer. Um 1850 nahm er seine Söhne aus dritter Ehe (mit Emma), Frederick Henry Elliott († 1873) und Charles Alfred Elliott († 1877) in das Unternehmen auf, das dann unter William Elliott and Sons firmierte. Auf der Weltausstellung 1851 erhielt es eine Bronzemedaille. 1865 ging Charles in den Ruhestand und Frederick führte das Unternehmen bis zu seinem Tod allein weiter.
Fredericks Witwe Susan Elliott († 25. März 1880) nahm Willoughby Smith als Geschäftspartner hinzu, das Unternehmen wurde nun zum bekanntesten Hersteller von Telegrafieausrüstungen. Bei der Pariser Elektrizitätsausstellung 1881 gewann das Unternehmen eine Goldmedaille für seine Präzisionsinstrumente. Um 1893 übernahmen Elliott Brothers den ehemals von Richard Theiler geleiteten Betrieb M W Theiler & Sons in North London. Mitte der 1960er Jahre beschäftigte das Unternehmen ungefähr 35.000 Mitarbeiter.

## Geschäftsfelder
| - wissenschaftliche Instrumente - Barometer - Galvanometer - Optische Instrumente | - Fluginstrumente (ab 1910) - Tachometer - Höhenmesser - Steigungsmesser | - Computer (ab 1950) |

## Einzelbelege
1. ↑  Elliott Brothers to BAE SYSTEMS by C.T.Bartlett CEng FIET Rochester Avionic Archives (Memento vom 22. Oktober 2012 im Internet Archive)
2. ↑  Elliott  auf americanhistory.si.edu (Memento vom 13. Januar 2012 im Internet Archive)
3. ↑  Elliott Brothers to BAE SYSTEMS by C.T.Bartlett CEng FIET Rochester Avionic Archives (Memento vom 22. Oktober 2012 im Internet Archive)
4. ↑  Technical Editor: Military aeroplane trials and some side issues. In: Flight Magazine. 31. August 1912, S. 790 (Military aeroplane trials and some side issues [PDF]).